# Андраш Алфелді
Андраш Алфелді (угор. Alföldi András; 27 серпня 1885 Помаз, Австро-Угорщина — 12 лютого 1981, Прінстон, США) — угорський історик, мистецтвознавець, епіграфіст, нумізмат і археолог, що спеціалізувався на періоді пізньої античності. Професор, доктор. Іноді називається одним з найбільших фахівців з історії Стародавнього світу XX століття, хоча деякі результати його досліджень викликають суперечки в науковому співтоваристві.
Народився в сім'ї лікаря, втратив батька в 1910 році. Навчався в гімназії в Будапешті. Вивченням античної історії зайнявся після здобуття середньої освіти і спочатку спеціалізувався на античній нумізматиці. Брав участь у Першій світовій війні.
Закінчив Будапештський університет. У 1923 році очолив кафедру стародавньої історії в університеті Дебрецена, в 1930 році — ту ж кафедру в Будапештському університеті, наступні 15 років займаючись переважно давньою історією і археологією Угорщини, окремо спеціалізуючись на історії Карпат і району Дунайського басейну в період їх входження до складу Римської імперії.
У 1947 році, будучи противником встановленого в Угорщині режиму народної демократії, емігрував до Швейцарії, де професорував в Берні і Базелі. У 1956 році він переїхав до Інституту перспективних досліджень в Прінстоні, де працював до кінця життя. З цього часу займався в основному давньоримської історією, найважливішим інструментом для вивчення якої вважав нумізматику. Серед висунутих їм теорій — гіпотеза про те, що Юлій Цезар після падіння Римської республіки хотів відновити царський режим за зразком того, що існував при Тарквінії Гордомі, а також нова класифікація римських монет IV—V століть.
Опублікував в цілому більше 300 наукових робіт, в тому числі більше 10 монографій. Брав участь в написанні «Кембриджської давної історії».
Членкор Баварської АН (1936), Британської академії (1947). Кавалер ордена Pour le Mérite (1972)